# Carlo Someda de Marco
Carlo Someda de Marco (Mereto di Tomba, 14 novembre 1891 – Udine, 1975) è stato un pittore, critico d'arte e storico dell'arte italiano.

## Biografia
Carlo Someda de Marco condivise gli interessi culturali col gemello Pietro. All'Accademia di belle arti di Venezia fu allievo di Augusto Sezanne e frequentò gli artisti Ettore Tito, Emanuele Brugnoli e Guglielmo Ciardi. Nel 1919 espose per la prima volta a Bologna con dipinti di paesaggio e temi floreali, poi partecipò all'Opera Bevilacqua La Masa nel 1920, e nel 1921 alle Esposizioni di Napoli, Treviso e Udine.
Interruppe la carriera pittorica nel 1931, quando venne nominato direttore dei Civici musei di Udine, incarico che mantenne sino al 1958. Pubblicò importanti saggi sull'arte friulana e curò importanti mostre d'arte, come quella del Pordenone del 1939, la mostra triveneta delle arti popolari del 1941, la mostra di sei capolavori d’arte veneta del 1947, la grande Esposizione regionale del 1948 e la mostra degli artisti friulani a Klagenfurt am Wörthersee del 1951.

## Opere d'arte
Tra le opere pittoriche di Carlo Someda de Marco si ricordano le decorazioni in stile déco per gli ambienti del caffè Contarena di Udine (1921-1922), progettato da Raimondo D'Aronco, e quelle per la sala riunioni della Cassa di risparmio di Verona (1926). Realizzò anche disegni per il ricamo, per i tappeti a telaio, per le ceramiche e per le copertine della rivista La Panarie (1926-1935).
In ambito ecclesiastico decorò la chiesa di San Vitale nella frazione Castelnuovo di Isola Vicentina (1931) e si occupò ella realizzazione di arredi e stoffe liturgiche (1920-1924), spesso in collaborazione con il veneziano Umberto Rosa.

## Opere bibliografiche
- Reperti archeologici in Friuli, Udine : Arti grafiche friulane, 1955
- Il Duomo di Udine, Udine : Doretti
- Il santuario Des Screncis, Udine : Avanti cul brun!..., 1960
- Scoperta di armi barbariche in Udine, Udine : Tip. G. B. Doretti, 1954
- Jacopo Linussio e il suo palazzo, Udine : Avanti cul brun!, 1951
- La chiesa della Purità di Udine, Udine : Arti grafiche friulane, 1971
- Le figure simboliche del Palazzo Antonini, Udine : Avanti cul brun!, 1966
- Il Pilacorte nel duomo di Pordenone, 1963
- Di alcune opere del Tiepolo in Udine, 1962
- Il campanile del Duomo di Udine, 1958
- Pittori friulani dal 15. al 18. secolo, Udine : Avanti cul brun!, 1957
- Laboriosa storia dei musei del folklore friulano, Udine : Tip. G. B. Doretti, 1963
- La chiesetta di S. Nicolo di Martignacco, Udine : Arti grafiche friulane, 1957
- La ciotola preistorica del bacino di Grandins, Udine : Doretti, 1961
- Scoperte archeologiche sul nostro colle, Udine : Tip. D. Del Bianco & figlio, 1945